# Ізельсберг-Штронах
Ізельсберг-Штронах (нім. Iselsberg-Stronach) — містечко й громада округу Лієнц в землі Тіроль, Австрія.
Ізельсберг-Штронах лежить на висоті  1117 над рівнем моря і займає площу  17,96 км². Громада налічує 617 мешканців. 
Густота населення 34/км².  

## Географія
Громада розташована дещо південніше від перевалу Ізельсберг. 
Округ Лієнц, до якого належить Ізельсберг-Штронах, називається також Східним Тіролем. Від основної частини землі, Західного Тіролю, його відділяє смуга Південного Тіролю, що належить Італії. 

### Клімат
Громада знаходиться у зоні, котра характеризується континентальним субарктичним кліматом. Найтепліший місяць — липень із середньою температурою 14.6 °C (58.3 °F). Найхолодніший місяць — січень, із середньою температурою -4.1 °С (24.6 °F).
| Клімат Ізельсберг-Штронаха | Клімат Ізельсберг-Штронаха | Клімат Ізельсберг-Штронаха | Клімат Ізельсберг-Штронаха | Клімат Ізельсберг-Штронаха | Клімат Ізельсберг-Штронаха | Клімат Ізельсберг-Штронаха | Клімат Ізельсберг-Штронаха | Клімат Ізельсберг-Штронаха | Клімат Ізельсберг-Штронаха | Клімат Ізельсберг-Штронаха | Клімат Ізельсберг-Штронаха | Клімат Ізельсберг-Штронаха | Клімат Ізельсберг-Штронаха |
| Показник                   | Січ.                       | Лют.                       | Бер.                       | Квіт.                      | Трав.                      | Черв.                      | Лип.                       | Серп.                      | Вер.                       | Жовт.                      | Лист.                      | Груд.                      | Рік                        |
| Абсолютний максимум, °C    | 12,9                       | 15,8                       | 19,5                       | 22,5                       | 26,4                       | 28,6                       | 32,4                       | 30,2                       | 27,4                       | 22,4                       | 18,4                       | 15,2                       | 32,4                       |
| Середній максимум, °C      | 1,7                        | 3,3                        | 6,6                        | 10,4                       | 15,4                       | 18,7                       | 21,5                       | 21,1                       | 17,4                       | 11,8                       | 5,2                        | 1,9                        | 11,3                       |
| Середня температура, °C    | −4,1                       | −3,2                       | 0,4                        | 4,1                        | 9,2                        | 12,3                       | 14,6                       | 14                         | 10,2                       | 5,3                        | −0,2                       | −3,1                       | 5                          |
| Середній мінімум, °C       | −8,1                       | −7,5                       | −3,9                       | −0,5                       | 3,8                        | 6,6                        | 8,8                        | 8,5                        | 5,3                        | 1,4                        | −3,7                       | −6,7                       | 0,3                        |
| Абсолютний мінімум, °C     | −24,1                      | −20,2                      | −18,8                      | −12,6                      | −7,6                       | −1,7                       | −0,4                       | −1,1                       | −5,1                       | −13,3                      | −16,6                      | −24,9                      | −24,9                      |
| Норма опадів, мм           | 31.4                       | 30.2                       | 43.1                       | 53                         | 89.4                       | 105.6                      | 134.6                      | 116.7                      | 98                         | 100.7                      | 76.9                       | 52.4                       | 932                        |
| Днів з опадами             | 6,6                        | 4,7                        | 4,2                        | 4,5                        | 6,5                        | 3,6                        | 9,3                        | 8,3                        | 7,8                        | 8,6                        | 8,9                        | 7,5                        | 80,5                       |
| -------------------------- | -------------------------- | -------------------------- | -------------------------- | -------------------------- | -------------------------- | -------------------------- | -------------------------- | -------------------------- | -------------------------- | -------------------------- | -------------------------- | -------------------------- | -------------------------- |
| Джерело: Weatherbase       |                            |                            |                            |                            |                            |                            |                            |                            |                            |                            |                            |                            |                            |

|                                             |
| Ізельсберг-Штронах на мапі округу та землі. |

Адреса управління громади: Iselsberg-Stronach 30, 9992 Iselsberg-Stronach. 